# Comuna Dumbrăvești, Prahova
Dumbrăvești (în trecut, Mălăești, Găvane, Gortoești) este o comună în județul Prahova, Muntenia, România, formată din satele Dumbrăvești (reședința), Găvănel, Mălăeștii de Jos, Mălăeștii de Sus, Plopeni și Sfârleanca.

## Așezare
Comuna se află la vărsarea râului Vărbilău în râul Teleajen. Este străbătută de șoseaua județeană DJ102, care o leagă spre sud de Plopeni, Păulești și Ploiești (unde se intersectează cu DN1B, și spre nord de Vărbilău, Slănic și Izvoarele (unde se termină în DN1A). La Dumbrăvești, din această șosea se ramifică DJ218, care duce spre nord-vest la Vâlcănești și Cosminele. Tot din DJ102 la Găvănel se ramifică șoseaua județeană DJ217, care duce spre est la Lipănești (unde se termină în DN1A). Prin comuna Dumbrăvești trece și calea ferată Buda–Slănic, pe care comuna este deservită de stațiile Plopeni-Sat, Găvănel și Mălăiești.

## Demografie
Componența etnică a comunei Dumbrăvești
     Români (87,77%)
     Romi (4,92%)
     Alte etnii (0%)
     Necunoscută (7,32%)
Componența confesională a comunei Dumbrăvești
     Ortodocși (86,13%)
     Penticostali (3,1%)
     Alte religii (0,91%)
     Necunoscută (9,87%)
Conform recensământului efectuat în 2021, populația comunei Dumbrăvești se ridică la 3.294 de locuitori, în scădere față de recensământul anterior din 2011, când fuseseră înregistrați 3.537 de locuitori. Majoritatea locuitorilor sunt români (87,77%), cu o minoritate de romi (4,92%), iar pentru 7,32% nu se cunoaște apartenența etnică. Din punct de vedere confesional, majoritatea locuitorilor sunt ortodocși (86,13%), cu o minoritate de penticostali (3,1%), iar pentru 9,87% nu se cunoaște apartenența confesională.

## Politică și administrație
Comuna Dumbrăvești este administrată de un primar și un consiliu local compus din 13 consilieri. Primarul, Dorin-Gabriel Răducanu[*], de la Partidul Național Liberal, este în funcție din octombrie 2020. Începând cu alegerile locale din 2024, consiliul local are următoarea componență pe partide politice:
|  | Partid                    | Consilieri | Componența Consiliului | Componența Consiliului | Componența Consiliului | Componența Consiliului | Componența Consiliului | Componența Consiliului | Componența Consiliului | Componența Consiliului | Componența Consiliului |
|  | ------------------------- | ---------- | ---------------------- | ---------------------- | ---------------------- | ---------------------- | ---------------------- | ---------------------- | ---------------------- | ---------------------- | ---------------------- |
|  | Partidul Național Liberal | 9          |                        |                        |                        |                        |                        |                        |                        |                        |                        |
|  | Partidul Social Democrat  | 4          |                        |                        |                        |                        |                        |                        |                        |                        |                        |

## Istorie
La sfârșitul secolului al XIX-lea, comuna purta numele de Mălăești, și era formată din satele Coțofenești, Mălăești-de-Sus, Mălăești-de-Jos, Dumbrăvești, Plopeni, Țipărești și Sfârleanca și făcea parte din plaiul Vărbilău al județului Prahova, având în total 2900 de locuitori. În comună erau 7 biserici, câte una în fiecare sat, cea mai veche fiind cea de la Mălăeștii de Jos, fondată în 1816 de locuitori; o școală în satul Plopeni, înființată la 1864 și frecventată de 120 de elevi (din care 9 fete); și 8 mori de apă — 3 pe Teleajen și 5 pe Vărbilău. Comuna avea reședința în satul Mălăești-de-Jos.
La începutul secolului al XX-lea, satele Plopeni și Țipărești s-au separat și au format, împreună cu satul Găvănelu, comuna Plopeni, aceasta fiind arondată, ca și comuna Mălăești, plasei Vărbilău din județul Prahova. Comuna Plopeni avea 1751 de locuitori, în vreme ce comuna Mălăești avea 2310.
În 1950, comunele au fost incluse în raionul Teleajen al regiunii Prahova și apoi (după 1952) al regiunii Ploiești. În 1968, reorganizarea administrativă a dus la reînființarea județului Prahova și la reunirea celor două comune sub noul nume de Dumbrăvești, după satul de reședință; satul Țipărești a trecut atunci la comuna Cocorăștii Mislii.

## Monumente istorice
În comuna Dumbrăvești se află Castrul de la Mălăiești (101–118 e.n.), aflat în punctul „la Cetate” în zona satului Sfârleanca, sit arheologic de interes național.